# 키스 앤디스

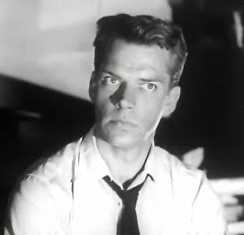

키스 앤디스(Keith Andes, 1920년 7월 12일 ~ 2005년 11월 11일)는 미국의 가수, 음악가, 오페라 가수, 연극 배우, 영화배우, 텔레비전 배우, 성우이다.
샌타클라리타에서 사망하였다. 사인은 질식이다.

## 영화
- 더 얼티메이트 임포스터 (1979년)
- 용감한 변호사 (1979년)
- 헬스 블러디 데블스 (1970년)
- 도라 도라 도라 (1970년)
- 페리 메이슨 (1957년)
- 걸 모스트 라이크리 (1957년)
- 그레이트 왈츠 (1955년)
- 해적, 검은수염 (1952년) - 로버트 메이나드 역
- 밤의 충돌 (1952년)
- 농부의 딸 (1947년)